# Cryptopygus ambus
Cryptopygus ambus är en urinsektsart som beskrevs av Christiansen och Bellinger 1980. Cryptopygus ambus ingår i släktet Cryptopygus och familjen Isotomidae. Inga underarter finns listade i Catalogue of Life.